# 十島村立諏訪之瀬島学園
十島村立諏訪之瀬島学園（としまそんりつすわのせじまがくえん）は、鹿児島県鹿児島郡十島村の諏訪之瀬島にある村立の義務教育学校。
2016年3月までは平島に本校を置く十島村立平島小中学校の分校であった。

## 概要
トカラ列島（十島村）のほぼ中央部にある諏訪之瀬島に唯一所在している義務教育学校である。2016年3月までは平島に本校を置く十島村立平島小中学校の分校であった。2010年10月1日時点で小学校に5名、中学校に1名が在籍していた。また、十島村山海留学制度が行われており、島外の留学生の受け入れを行っている。
諏訪之瀬島中学校は県内の公立高等学校のうち全日制普通科に設定されている学区の制限を受けない中学校のひとつに指定されている。
また、体育館には諏訪之瀬島にある御岳の噴火観測用のカメラが設置されており、観測が行われている。
1958年の在籍者数は小学校に12名、中学校に8名。2023年時点の在籍者数は小学校に13名、中学校に9名となっている。

## 沿革
- 1879年（明治12年） - 諏訪之瀬島の島民により、夜学校として諏訪之瀬島小学校が設置される。
- 1930年（昭和5年） - 十島村内に小学校令が適用されることとなったのに伴い、中之島尋常小学校の分教場中之島尋常小学校諏訪之瀬島分校となる[3]。
- 1932年（昭和7年） - 本校である中之島尋常小学校に高等科が併置され、中之島尋常高等小学校に改称したのに伴い、各分教場も改称され、中之島尋常高等小学校諏訪之瀬島分教場に改称。
- 1941年（昭和16年） - 国民学校令が施行されたのに伴い、中之島国民学校諏訪之瀬島分校に改称。
- 1948年（昭和23年） - 学制改革が行われたのに伴い、中之島小中学校諏訪之瀬島分校に改称[4]。
- 1952年（昭和27年） - トカラ列島が本土復帰し、同時に十島村が発足。十島村立中之島小中学校諏訪之瀬島分校に改称。
- 1960年（昭和35年） - 中之島小中学校平島分校が独立し、十島村立平島小中学校となる。同時に諏訪之瀬島分校は平島小中学校の分校となり、十島村立平島小中学校諏訪之瀬島分校に改称[4]。
- 2016年（平成28年） - 平島小中学校から独立し、十島村立諏訪之瀬島小中学校となる。4月5日に開校式が行われた[5]。
- 2024年（令和6年）4月1日 - 十島村立小中併設校の義務教育学校への移行に伴い十島村立諏訪之瀬島学園となる[6][7]。

## 周辺
- 十島村役場諏訪之瀬島出張所
- 諏訪之瀬島診療所
- 元浦漁港
- 諏訪之瀬島飛行場（場外離着陸場）
- 切石港